# Лютненский сельсовет
Лю́тненский сельсовет — упразднённая административная единица на территории Мстиславского района Могилёвской области Белоруссии. Упразднён в 2013 году, его населённые пункты вошли в состав Копачевского сельсовета.

## Состав
Лютненский сельсовет включал 14 населённых пунктов:
- Баньковщина — деревня.
- Будогощь — деревня.
- Гимботовка — деревня.
- Деснокита — деревня.
- Дубасно — деревня.
- Козловка — деревня.
- Кондратовск — деревня.
- Красная Поляна — деревня.
- Красный Берег — деревня.
- Лютня — деревня.
- Рассвет — деревня.
- Старое Село — деревня.
- Чернилово — деревня.
- Шамовщина — деревня.